# Mr. Rain
Mr. Rain, pseudonimo di Mattia Balardi (Desenzano del Garda, 19 novembre 1991), è un cantautore e rapper italiano.

## Biografia

### 2011-2014: Primi anni
Ha iniziato la propria attività musicale nel 2011, quando ha pubblicato il mixtape di debutto Time 2 Eat. Riguardo alla scelta del nome d'arte, Balardi ha spiegato di essere in grado di comporre musica soltanto quando piove.
Nel 2013 ha partecipato alle selezioni della settima edizione del talent show musicale X Factor insieme al rapper Osso, abbandonando tuttavia il programma una volta superate le stesse. Nel gennaio dell'anno seguente ha intrapreso la prima tournée, esibendosi nelle principali città italiane.

### 2015-2019:MemorieseButterfly Effect
Il 12 maggio 2015 ha pubblicato il suo primo album in studio Memories, anticipato dal singolo Tutto quello che ho, che ha poi guadagnato il disco d'oro. Il disco si compone di sedici brani, tra cui Carillon, certificato doppio disco di platino. Successivamente ha collaborato con Valentina Tioli per il brano The Way You Do, seguito dal brano Grazie a me. Il 2 giugno 2016 è uscito il brano Supereroe, certificato disco d'oro.
Il 27 gennaio 2017 è uscito il singolo I grandi non piangono mai, certificato disco di platino, seguito il 21 giugno dal brano Rainbow Soda e il 22 settembre dal brano Superstite, in collaborazione con Osso. Il 5 gennaio 2018 è stato presentato il brano Ipernova, che ha guadagnato prima il disco d'oro e poi il doppio disco di platino e ha anticipato il secondo album in studio Butterfly Effect, pubblicato il 26 gennaio; un secondo singolo, Ops, è stato reso disponibile il 17 maggio, e sia quest'ultimo brano che l'album sono stati certificati dischi di platino. Il 21 settembre l'album è stato ripubblicato con il titolo Butterfly Effect 2.0 e contenente quattro bonus track ed è stato promosso da un tour a livello nazionale. Nel mese di agosto ha duettato nel brano Un domani di Annalisa, certificato disco di platino. Il 17 maggio 2019 è stato pubblicato il singolo La somma, realizzato insieme a Martina Attili e in seguito certificato disco d'oro.

### 2020-2022:PetrichoreFragile
Il 13 marzo 2020 è uscito il singolo Fiori di Chernobyl, che ha poi raggiunto la seconda posizione della classifica FIMI e certificato triplo disco di platino. Al brano ha preso parte il coro Cluster. L'11 giugno è uscito il singolo 9.3, che ha poi raggiunto la 42ª posizione della classifica FIMI e certificato disco di platino.

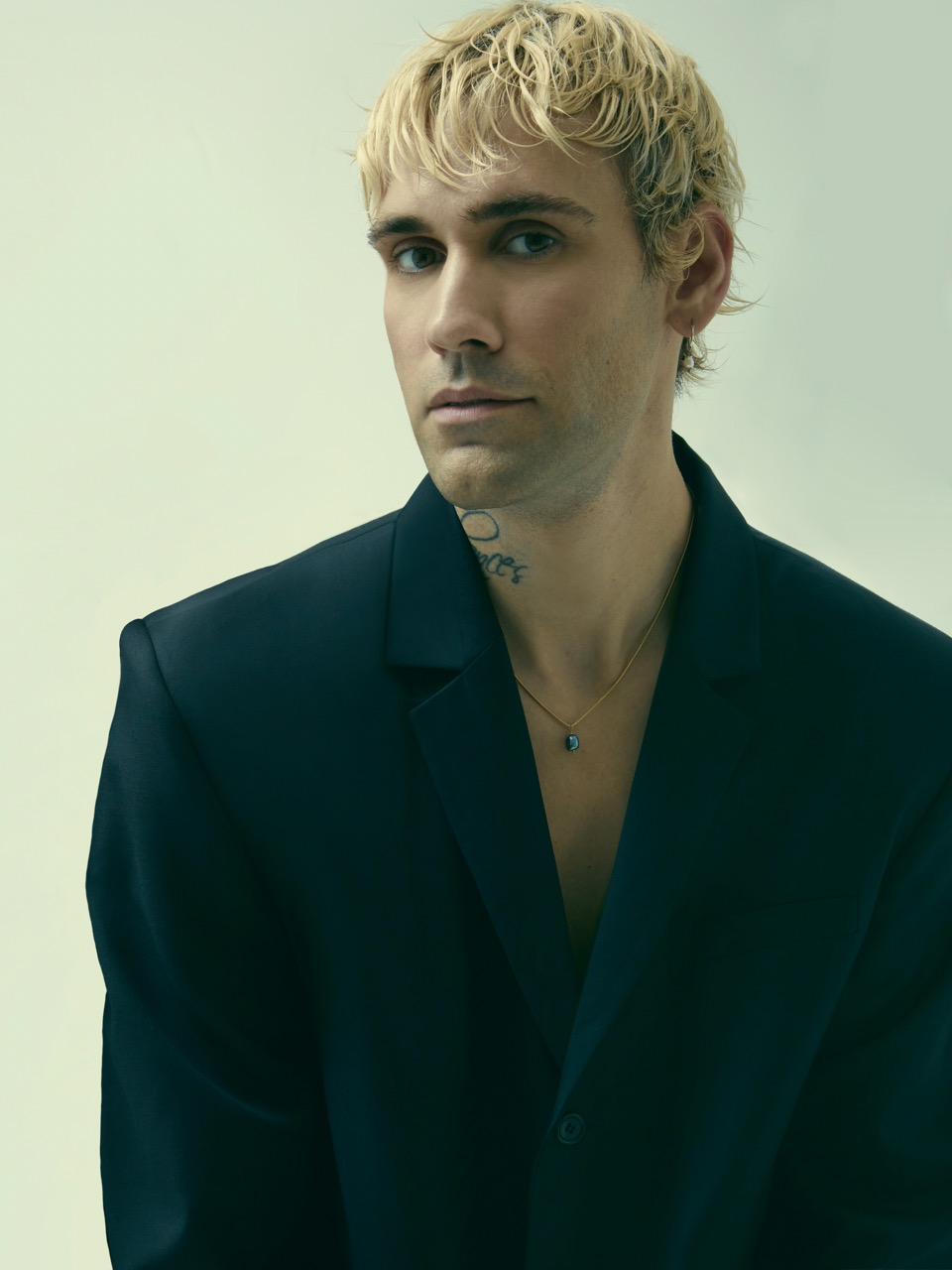
Mr. Rain nel 2021

Il 15 gennaio 2021 è uscito il singolo Non c'è più musica, in collaborazione con la cantautrice britannica Birdy, che, insieme ai brani Fiori di Chernobyl e 9.3, ha anticipato l'uscita del suo terzo album in studio Petrichor, pubblicato il 12 febbraio, che ha poi raggiunto la quinta posizione della classifica FIMI Album e certificato disco di platino. Il 26 febbraio è uscito il brano A forma di origami, seguito il 16 aprile dal brano Meteoriti, certificato prima disco d'oro e poi disco di platino.
Il 1º marzo 2022 è uscito il singolo Crisalidi, che ha anticipato l'uscita del suo quarto album in studio Fragile, pubblicato il 18 marzo, che ha poi raggiunto la diciassettesima posizione della classifica FIMI Album. Il 20 maggio seguente è uscito il brano Sincero, in collaborazione con il rapper Alfa.
Il 1º maggio 2022, durante il concerto del Primo Maggio, ha raccontato di aver sofferto di depressione e di esserne uscito quando si era deciso a chiedere aiuto.

### 2023-presente: Doppio Sanremo ePianeta di Miller
Nel 2023 ha partecipato per la prima volta in carriera al 73º Festival di Sanremo con il brano Supereroi, classificandosi al terzo posto nella serata conclusiva. All'esibizione hanno preso parte, cantando il ritornello, otto bambini della scuola delle Industrie Musicali di Vallecrosia, mentre la versione in studio del medesimo brano è stata accompagnata dalle voci bianche del coro "Mitici Angioletti" di Zelo Buon Persico. Il brano ha raggiunto la sesta posizione della classifica FIMI e premiato con sei dischi di platino. Il 12 maggio è stato reso disponibile il singolo La fine del mondo, cantato in collaborazione con Sangiovanni, che ha poi raggiunto la 28ª posizione della classifica FIMI e certificato doppio disco di platino. Dal 2 maggio al 18 novembre si è svolto il tour Supereroi tour, insieme al tour estivo Supereroi Summer tour dal 27 giugno al 12 agosto.Il 5 ottobre è stata pubblicata la versione spagnola del singolo sanremese assieme al cantautore spagnolo Beret dal titolo Superhéroes. Il 20 ottobre è stato reso disponibile il singolo Un milione di notti, in collaborazione con Clara, che ha poi raggiunto la diciassettesima posizione della classifica FIMI e certificato disco di platino.
Nel febbraio 2024 ha partecipato in gara per la seconda volta al 74º Festival di Sanremo con il brano Due altalene, classificatosi al diciassettesimo posto nella serata conclusiva. Il 9 febbraio, nella quarta serata dedicata alle cover, ha cantato con i Gemelli DiVersi il loro brano Mary, con uno spezzone di Supereroi nella sezione centrale. Il 1º marzo ha pubblicato il suo quinto album in studio Pianeta di Miller, che ha poi raggiunto la seconda posizione della classifica FIMI Album e certificato disco d'oro. Il brano Due altalene ha raggiunto la decima posizione della classifica FIMI e guadagnato il disco di platino. Il 19 aprile è stato reso disponibile il brano Paura del buio.
Dal 12 luglio al 30 novembre 2024 si è svolta la tournée Mr. Rain tour 2024, nelle città italiane e nei palasport. Il 22 novembre è uscito il suo nuovo singolo Pericolosa, presentato in anteprima nei giorni precedenti nel corso della sua tournée. Il 7 marzo 2025 è uscito il singolo Odio a la Luna, in cui ha collaborato con il cantante spagnolo Walls.

## Discografia
- 2015 – Memories
- 2018 – Butterfly Effect
- 2021 – Petrichor
- 2022 – Fragile
- 2024 – Pianeta di Miller

## Tournée
- 2014 – Mr. Rain tour 2014
- 2018 – Mr. Rain in tour 2018
- 2023 – Supereroi tour
- 2023 – Supereroi Summer tour
- 2024 – Mr. Rain tour 2024

## Partecipazioni a manifestazioni canore
- Festival di Sanremo (Rai 1)
  - 2023 – 3º posto con Supereroi
  - 2024 – 17º posto con Due altalene